# عین بنتیلی
عین بنتیلی (به عربی: عین بنتیلی) یک منطقهٔ مسکونی در موریتانی است که در Tiris Zemmour واقع شده‌است.

## خصوصیات
عین بنتیلی l نفر جمعیت دارد.